# Sierra Nevada de Lagunas Bravas
Sierra Nevada de Lagunas Bravas är ett vulkaniskt komplex i Anderna, på gränsen mellan Argentina och Chile. Toppen är 6 127 meter över havet.
Trakten runt Sierra Nevada de Lagunas Bravas är nära nog obefolkad, med mindre än två invånare per kvadratkilometer.. Det finns inga samhällen i närheten.
Trakten runt Sierra Nevada de Lagunas Bravas är ofruktbar med lite eller ingen växtlighet.